# Бартер-Айленд (аэропорт)
Аэропорт Бартер-Айленд LRRS (англ. Barter Island LRRS Airport), (ИАТА: BTI, ИКАО: PABA, FAA LID: BTI) — аэропорт совместного базирования, расположенный на острове Бартер близ города Кактовик (Аляска), США.
Аэропорт также известен под именами Аэропорт Бартер-Айленд и Аэропорт Кактовик. Акроним LRRS означает «Станция радаров дальнего действия» или «Площадка радаров дальнего действия» (англ. Long Range Radar Site, Long Range Radar Station).

## История
Первоначально взлётно-посадочная полоса аэродрома была построена в 1947 году для нужд военно-воздушных сил США. В 1951 году полоса была расширена, реконструирована и введена в действие станция радаров дальнего действия.

## Операционная деятельность
Аэропорт Бартер-Айленд LRRS находится на высоте 1 метра над уровнем моря и эксплуатирует одну взлётно-посадочную полосу:
- 7/25 размерами 1469 x 30 метров с гравийным покрытием.

За период с 31 декабря 2005 года по 31 декабря 2006 года Аэропорт Бартер-Айленд обработал 3 350 операций взлётов и посадок самолётов (в среднем 9 операций ежедневно), из них 75 % пришлось на рейсы аэротакси, 24 % составила авиация общего назначения и 1 % — военная авиация.